# 楠本憲吉
楠本 憲吉（くすもと けんきち、1921年12月19日 - 1988年12月17日）は、俳人、随筆家。

## 略歴
大阪府生まれ。実家は料亭・なだ万。旧制灘中学校を経て（同級生に遠藤周作）、慶應義塾大学法学部卒業、さらに学士入学で仏文科卒業。在学中、1945年より句作を始め「慶大俳句」を組織し、日野草城に師事。卒業直後、作品「疲れた町」が新俳句人連盟の『俳句人』1948年2月号の特別作品に選ばれる。のち草城の「青玄」無鑑査同人となる。
俳誌「野の会」を主宰し、俳句作家連盟会長、現代俳句協会顧問、東横学園女子短期大学客員教授を歴任。一般向けの随筆も多く、女性論、家族論、手紙、食事、酒など話題が豊富で洒脱な語り口ゆえ、テレビにもしばしば出演した。

## 著書
- 近代俳句の成立 現代書房 1955
- 俳句を作る人に 現代俳句入門 東京創元社 1956
- 一筋の道は尽きず 昭和俳壇史 近藤書店 1957
- 石田波郷 南雲堂桜楓社 1962 (俳句シリーズ 人と作品)
- 正岡子規 明治書院 1966 (近代作家叢書)
- 近代俳句 対談集 桜楓社 1966 (現代の教養)
- それでも女房はコワイ 秋田書店 1966 (サンデー新書)
- 眼中の句 私の俳論・俳文集 海燕社 1967
- 楠本憲吉集 八幡船社 1967 (私版・短詩型文学全書)
- おんな歳時記 人物往来社 1967
- メオトロジー 現代夫婦学 日本経済新聞社 1967
- 題名のない本 マジメ粋筆 コダマプレス 1967
- 悪女のすすめ 山王書房 1968
- 昭和元禄どうらく帖 女はんなら誰かてよろし 徳間書店 1969
- 和菓子風土記 文化出版局 1970 (レモン新書)
- たべもの歳時記 読売新聞社 1970
- クスケンの人生探険 対談集 駿河台書房 1970
- 俳句入門 文藝春秋 1970 のち文庫
- かあちゃん教育 女であることを忘れていないか 三崎書房 1971 (バニーブックス)
- 倉敷風物詩 写真:中村昭夫 朝日新聞社 1972
- 楠本憲吉歳時記 文陽社 1972
- イラスト源氏物語 現代によみがえる愛のエチュード 産報ブックス 1972
- 旅に美味あり 日本交通公社 1972 (ベルブックス)
- 女とは 女ということと良妻賢母を語る 三崎ブックス 1972
- 昭和さむらい伝 ダイヤモンド社 1973
- 女色・酒色・旅色 琅玕洞つれづれ 日本経済通信社 1973
- 置酒歓語 朝日新聞社 1973
- 句の旅一歩 私の俳句ノート じゃこめてい出版 1973
- 現代ママ気質 ママの考え方と生き方 三晃書房 1973
- 式辞挨拶の秘訣 晴れの舞台で恥をかかぬための本 佼成出版社 1973 (Kosei books)
- 娘達に与える本 主婦と生活社 1973 (あひるブックス)
- 心をとらえるあいさつとスピーチ 主婦の友社 1973 (主婦の友文庫)
- 3分で書ける手紙実用集 これだけ知らないと恥をかく 青春出版社 1974 (プレイブックス)
- 言葉のおしゃれ あなたの魅力を引きだすために PHP研究所 1974 のち文庫
- 大阪・神戸味めぐり 柴田書店 1975 (味覚選書)
- たべもの咄 読売新周社 1976
- 船場育ち PHP研究所 1976
- 男の酒ものしり学169 知的飲ん兵衛に贈る本 ロングセラーズ 1977.12 (ムックの本)
- しあわせ歳時記 鎌倉書房 1977.10
- 日本語の愉しみ 対談集 PHP研究所 1978.9
- 楠本憲吉の式辞あいさつ全科 家の光協会 1978.11
- ことばのセンス 美しい人になるために PHP研究所 1978.11
- 隠花植物 句集 深夜叢書社 1978.10
- 味の談話室 広論社 1979.1
- 俳句の指定席 広論社 1979.7
- たべもの草紙 三月書房 1980.5
- ことばのスケッチブック PHP研究所 1980.7
- 話の散歩道 広論社 1980.11
- 楠本憲吉の香港案内 三修社 1980.12
- 俳句上達法 ここがポイント 講談社 1980.12 (オレンジバックス)
- 手紙上手になる本 自分の気持ちを的確に伝えるために 日本文芸社 1981.4
- 美味求心 総合労働研究所 1981.9 (LD文庫)
- 女ひとりの幸はあるか 現代書林 1981.7
- みそ汁礼賛 光文社 1981.10 (カッパ・ホームス)
- 味のある話 文陽社 1982.5
- 会社の冠婚葬祭 ビジネス・マナー心得帖 産報出版 1982.5
- 女が美的に見えるとき おしゃれな会話から冠婚葬祭まで 主婦と生活社 1982.7
- 女性のための俳句入門 こんなに愉しい17文字の世界 PHP研究所 1982.7 (ライフ・カレント)
- ここに味あり 広論社 1982.5
- 食べる楽しみ旅する楽しみ 自由現代社 1982.6
- 洒落た会話のタネ本 会話・スピーチに味を添えるちょっといい話! 日本文芸社 1982.12
- 俳句上手になる本 俳句の基礎知識から好句のつくり方まで 日本文芸社 1983.4
- 言いにくい、困ったときの上手な話し方 永岡書店 1983.7
- 楠本憲吉の結婚読本 光風社出版 1983.1
- 自選自解楠本憲吉句集 白凰社 1985.11 (現代の俳句)
- 楠本憲吉のたべもの歳時記 新年/冬春夏秋 桜楓社 1985-1986
- 披露宴の司会 これで安心 柏書房 1985.4
- 楠本憲吉のちょっと味のある話 時事通信社 1986.10
- 俳句のひねり方 首や頭をひねるまえに読む本 ごま書房 1987.5 (ゴマブックス)
- はじめて川柳を作る 主婦の友社 1987.4
- すぐに役だつ手紙はがきの書き方 家の光協会 1988.5
- 楠本憲吉 花神社 1995.11 (花神コレクション)
- 楠本憲吉全句集 増補 沖積舎 2005.10

## 共編著
- 戦後の俳句 <現代>はどう詠まれたか 社会思想社 1966 (現代教養文庫)
- 任侠映画の世界 荒地出版社 1969
- 花嫁を走らせないで… ビジネス教育出版社 1971
- 日本の一流品 新版 ぺりかん社 1972
- 東京うまい菓子たべあるき バーバラ寺岡共著 柴田書店 1974
- 四季の愛唱歌 音楽歳時記 阿子島たけし共著 ホーチキ商事出版部 1976
- 俳句歳時記生活 秋冬/春夏 保育社 1976-77 (カラーブックス)
- 新・俳句への招待 川名大共著 日貿出版社 1978
- シンガポール案内 内山芳朗共著 三修社 1979.5 (コロンブックス)
- 新・川柳への招待 山村祐共著 日貿出版社 1980.2
- 対談・理外の理 安藤豊禄共著 旺史社 1980.5
- 旅鞄 紀行随筆集 広論社 1983.1
- 作句歳時記 新年/冬春夏秋 講談社 1988-1989

## テレビ出演
- 0スタジオ おんなのテレビ（1968年、TBS） - 水曜日司会
- ほんものは誰だ!（1973年～1980年） - 1枠解答者（不定期出演）
  - 灘中学校時代の同級生、遠藤周作と同じく1枠の解答者を務めた。

## ラジオ出演
- 結婚しようよ!（MBSラジオ）- 1972年10月14日 - 1973年4月14日